# Stefan Tewes (Wirtschaftswissenschaftler)
Stefan Tewes (* 14. Mai 1980 in Oberhausen) ist ein deutscher Wirtschaftswissenschaftler und Professor für digitale Transformation und Innovation an der FOM Hochschule für Oekonomie & Management mit Hauptsitz in Essen. Er ist Geschäftsführer der Future Business Group und Wissenschaftlicher Direktor des Zukunftsinstitutes.

## Leben
Stefan Tewes studierte Wirtschaftswissenschaften an der Mercator School of Management, der Lander University (AASCB akkr.) und der Universität Duisburg-Essen mit den Schwerpunkten Organisationspsychologie und -entwicklung sowie E-Business und E-Entrepreneurship. Anschließenden war er von 2008 bis 2012 wissenschaftlicher Mitarbeiter am Labor für Organisationsentwicklung (Orglab) sowie am Kulturwissenschaftlichen Institut Essen (KWI) – dem interuniversitären Kolleg der Ruhr-Universität Bochum, der Technischen Universität Dortmund und der Universität Duisburg-Essen. Während seiner Tätigkeit als wissenschaftlicher Mitarbeiter leitete er diverse Forschungsprojekte (z. B. Erasmus Curriculum Development innerhalb des EU Higher Education Initiative (HEI) Project, Lifelong Learning Programme, Education and Culture DG, NRW/EU-Ziel-2-Programm). In dieser Zeit war er unter anderem Gutachter des Bundesministeriums für Arbeit und Soziales sowie Mitglied der Expertenkommission des nationalen Forums für Engagement und Partizipation.
Promoviert wurde Stefan Tewes am Institut für Psychologie im Bereich der Arbeits- und Organisationspsychologie. In seiner Dissertation Die Systemdynamische Kodiermethode entwickelt er auf Basis qualitativer Forschungslogik und kybernetischer sowie systemtheoretischer Modelle eine Forschungsmethode zur Exploration komplexer Modelle.
Zwischen 2013 und 2017 war er Geschäftsführer von zwei Kommunikations- und Beratungsunternehmen, welche im Bereich der digitalen und analogen Kommunikations- und Organisationsentwicklung tätig sind. Darüber hinaus war er als Dozent an verschiedenen Hochschulen (u. a. Universität Duisburg-Essen, EC Europa Campus Frankfurt) tätig.
2017 wurde er an der FOM Hochschule für Oekonomie & Management zum Professor für Organisationsentwicklung mit der Spezialisierung Business Models & Digitale Transformation berufen. Er ist Gesamtleiter der Vertiefungen „Digitale Transformation“, „Innovation & Change“ und „Process & Digital Change“ sowie deutschlandweiter Leiter diverser Module in den Bereichen: Business Model Innovation, Business Transformation, Digital Management, Entrepreneurship und Future Skills. Des Weiteren ist er Teil der Forschergruppe „Digitale Transformation und digitales Entrepreneurship“ am isf (Institute for Strategic Finance) und Member of the Academic Board des Center for Innovation Business Development & Entrepreneurship. Ende 2019 wurde seine Denomination in „Professor für digitale Transformation und Innovation“ geändert. Zudem ist er der fachliche Koordinator der Digital-Studiengänge im Hochschulbereich Wirtschaft & Management am Headquarters in Essen. Im Rahmen der Summer Studies 2020 am International College of Management, Sydney (ICMS) war Stefan Tewes bis Januar 2020 Gastprofessor für „International Entrepreneurship“.
In der Wirtschaft ist er neben seiner Tätigkeit als Geschäftsführer der Future Business Group auch Wissenschaftlicher Direktor des Zukunftsinstituts. In diesen Funktionen ist er in den Bereichen Consulting, Publishing und Education tätig.

## Forschungsschwerpunkte
Stefan Tewes’ Forschungsschwerpunkt liegt im Bereich Future Management. Dieses Konzept basiert auf drei zentralen Säulen: Insight, Individual Readiness und Corporate Readiness.
Ein wichtiger Beitrag Tewes’ zur Zukunftsforschung zeigt sich in der Publikation Megatrend Research, in der er ein analytisches Framework für die Untersuchung kurzfristiger und langfristiger Trends entwickelt. Von besonderer Bedeutung ist hier die PWLG-Datenmatrix, die Zukunftsforschung strukturiert, indem sie vier gesellschaftliche Subsysteme (Politik, Wirtschaft, Legitimation und Gemeinschaft) mit verschiedenen Medientypen (Empirie, Positionierung, Anwendung und Reichweite) verknüpft. Zusätzlich analysiert Tewes kontinentale Veränderungen, um globale Dynamiken besser zu verstehen.
Neben der Arbeit an Megatrends und Trendradaren beschäftigt sich Tewes intensiv mit Future Business Models. Aus dieser Forschung resultieren innovative Ansätze wie die Business Map, ein Tool zur Untersuchung der Corporate Readiness von Unternehmen, sowie weitere systemische Frameworks wie die Systemische Szenarioanalyse und der Future Plan.
Insgesamt verfolgt Tewes mit seinem Forschungsansatz ein ganzheitliches Verständnis von Veränderungsprozessen. Er kombiniert systemische Zukunftsforschung mit praktischen Management-Tools, um konkrete und umsetzbare Maßnahmen abzuleiten, die Organisationen befähigen, sich zukunftsorientiert auszurichten.

## Schriften (Auswahl)
- mit H. Gatterer: Megatrends in Unternehmen – Von der Analyse zur Aktion, In: Personal Manager, I/2024, S. 13–16.
- mit H. Gatterer: Future Personas – mit Menschen die digital-ökologische Transformation gestalten, In: Fesidis, B., Röß, S. A. & Rummel, S. (Hrsg.): Mit Digitalisierung und Nachhaltigkeit zum klimaneutralen Unternehmen – Strategische Frameworks und Best-Practice-Beispiele, 2023, Springer Nature, S. 15–28.
- mit H. Gatterer: Megatrend Research: Die besten Werkzeuge und Methoden, selbst die Zukunft zu gestalten, 2023, Murmann Publishers.
- mit C. Gottschalk und B. Niestroj: Innovation in Elite Refereeing Through AI Technological Support for DOGSO Decisions, In: International Journal of Operations Management, Volume 2, Issue 3, 2022, S. 7–15.
- mit H. Gatterer: Next Generation of Business: Von Planung zu Spielzügen. In: H. Gatterer (Hrsg.): Wirtschaft nach Corona: The Next Generation of Business, 2020, Zukunftsinstitut, S. 120–131.
- Systemdenken. In: H. Gatterer und M. Horx (Hrsg.): Die Welt nach Corona: Business, Märkte, Lebenswelten – was sich ändern wird, 2020, Zukunftsinstitut, S. 116–117.
- mit C. Gottschalk und B. Niestroj: The Innovation of Refereeing in Football Through AI. In: International Journal of Innovation and Economic Development, Volume 6, Issue 2, 2020, S. 35–54.
- mit B. Niestroj und C. Tewes: Geschäftsmodelle in die Zukunft denken: Erfolgsfaktoren für Branchen, Unternehmen und Veränderer. Springer Gabler, 2020. doi:10.1007/978-3-658-27214-2[10]
- mit C. Kaplan: Redesigning Business Model Strategy: The Digital Future of Retailing in Europe. In: Journal of International Business Research and Marketing, Volume 4, Issue 3, 2019, S. 7–13. doi:10.18775/jibrm.1849-8558.2015.43.3001[11]
- Geschäftsmodelle der Zukunft entwickeln: Eine komprimierte Perspektive. In: OrganisationsEntwicklung, Handelsblatt Fachmedien, Nr. 1, 2019, S. 108–111.
- mit C. Tewes und C. Jäger: The 9x9 of Future Business Models. In: International Journal of Innovation and Economic Development, Volume 4, Issue 5, 2018, S. 39–48. doi:10.18775/ijied.1849-7551-7020.2015.45.2004[12]
- mit W. Stark und C. Weber: Resonating Patterns and Resonating Spaces – Potential steps for dynamic pattern technology and digital pattern practice. In: R. Sickinger, P. Baumgartner und T. Gruber-Mücke (Hrsg.): Pursuit of Pattern Languages for Societal Change – A comprehensive perspective of current pattern research and practice, 2018, S. 404–428.
- mit C. Tewes: Organisationsentwicklung in städtischen Einrichtungen – Implementierung nachhaltiger Organisationsführung. In: zfo – Zeitschrift Führung und Organisation, Schäffer-Poeschel, Band 4, 85. Jg., 2016, S. 257–263.
- Die Systemdynamische Kodiermethode – Entwicklung einer Forschungsmethode zur Exploration komplexer Modelle, Universität Duisburg-Essen, Monographie, 2014.
- mit J. Jonker und W. Stark: Corporate Social Responsibility und nachhaltige Entwicklung – Einführung, Strategie und Glossar. Springer, 2011. doi:10.1007/978-3-642-14689-3[13]